# Музей цыганской культуры (Белград)
Музей цыганской культуры (серб. Музеј ромске културе) в Белграде является первым музеем рома в Юго-Восточной Европе, в то время как наследие цыганской культуры чаще всего экспонируется в виде постоянных экспозиций в музеях с другой основной направленностью.

## История
Музей цыганской культуры был открыт 21 октября 2009 года под эгидой Скупщины Белграда на первом этаже здания на улице Рузвельтова 41-43 в Белграде, разместившись на общей площади 72 м².
Учредителем музея является Цыганский общественный центр «8 апреля». Музей начал свою работу с открытия выставки Драголюба Ацковича «Алав э роменго» («Слово рома»), где посетителям было доступно около 100 000 документов цыганской культуры, а также копии оригинальных книг.
В 2011 году музей переехал с улицы Рузвельтовой в более просторное помещение на улице Хусинске рудара, 31а в Карабурме (муниципалитет Белграда Палилула). Новое помещение является пожертвованием организации «Српска православна слога», и городские власти Белграда также приняли участие в его оснащении. Его площадь составила 180 м², а бывшее помещение стало художественной галереей рома.
В музее представлена материальная и духовная культура рома, а в галерее представлены работы художников-рома из Сербии и других стран мира.

## Выставки
Посетителям музея была представлена постоянная экспозиция «Материальная культура рома в Сербии» — письменная цыганская культура, обычаи, история преследования в годы Второй мировой войны и другие факты из истории и культуры цыган.

### Коллекции
Экспонаты для музея собирались десятилетиями и в последние годы обновлялись. В дополнение к постоянной экспозиции около десяти тысяч документов о цыганской культуре хранятся в электронном виде.
В музее, в частности, представлены:
- двадцать цыганских словарей из разных стран мира;
- уникальный сербско-цыганско-немецкий словарь, составленный Светозаром Симичем в 1942 году во время Второй мировой войны в немецком концентрационном лагере, о чём свидетельствуют лагерные печати в нескольких местах;
- первая Библия, переведённая на цыганский язык в Сербии в 1938 году;
- экземпляры газеты «Романо лил», издававшейся в Белграде в 1935 г.;
- первый в мире текст на цыганском языке, опубликованный в 1537 году в Англии.

## Другие мероприятия по продвижению цыганской культуры
Помимо выставки, на территории музея организуются лекции в области ромологии, где желающие могут ближе познакомиться с цыганской культурой, историей и языком.
В 2019 году по инициативе Музея цыганской культуры цыганский праздник Теткица Бибия был включён в Национальный реестр нематериального культурного наследия Сербии.